# Z tamtej strony tęczy
Z tamtej strony tęczy – polski film psychologiczny z 1972 roku.

## Opis fabuły
Teresa jest atrakcyjną 30-letnią lekarką. Opiekuje się siostrą, Anią – uczennicą liceum. Ma romans z Janem, który chce z nią wziąć ślub. Teresa jednak zwleka z decyzją czekając na usamodzielnienie się siostry. Pewnego dnia przypadkowo poznaje Tomka, młodego fotografa. On wyznaje jej miłość, lecz ona nie chce się angażować w ten związek. Zmienia jednak zdanie.

## Obsada aktorska
- Aleksandra Zawieruszanka – doktor Teresa
- Jan Machulski – adwokat Jan
- Jerzy Góralczyk(inne języki) – fotografik Tomek
- Mariola Kukuła – Ania, siostra Teresy
- Barbara Bargiełowska – sąsiadka
- Tadeusz Borowski – lekarz, kolega Teresy
- Łucja Burzyńska – pielęgniarka
- Henryk Hunko – sąsiad Teresy
- Krzysztof Kowalewski – sąsiad Teresy
- Tadeusz Janczar – malarz, były partner Teresy
- Andrzej Bielski
- Jacek Flur

Źródło.